# うけい
うけい（うけひ）は、古代日本で行われた占いである。宇気比、誓約、祈、誓などと書く。

## 概要
あらかじめ「神意がAにあればA’が起こる、神意がBにあれば、B’が起こる」と宣言を行い、現実にA’とB'のどちらが起こるかによって、神意がいずれにあるかを判断する。記紀における神託が神がかりや夢のような一方通行的なものである場合に、人間の側が積極的に神意をはかるために、自ら現象に対する判断基準を設定した上で、望ましい兆表が出るよう祈りを行う「呪詛的行為」であると言われる。

## 例
日本神話では、重要な場面で誓約が行われている。

### アマテラスとスサノオ
素戔嗚尊（建速須佐之男命）は姉・天照大神（天照大御神）を尋ねて天に昇ったが、天照大神は素戔嗚尊に国を奪おうとする悪心があるのではないかと疑い、男装し武装して待ち構えた。素戔嗚尊は自身が清い心を持っていることを証明するため、互いに誓（うけ）いをして子を生もうと提案した。
天照大神は素戔嗚尊の十握剣（十拳劔）から女神3柱（宗像三神）を、素戔嗚尊は天照大神の八尺瓊之五百箇御統（やさかにのいほつのみすまる）から男神5柱を生んだ。（『日本書紀』巻1・『古事記』上巻）
うけいは結果的に素戔嗚尊の勝利となるが、その理由付けや事前に判断基準の合意があったかは『古事記』・『日本書紀』本文および「一書」によって差異がある。

### オホヤマツミ
天孫降臨の後、天津日高日子番能邇邇芸能命が木花之佐久夜毘売を見初めて妻にしようとしたところ、その父大山津見神は喜び、石長比売と木花之佐久夜毘売の姉妹を差し出した。邇邇芸能命は姉石長比売が甚だ醜かったため、これを送り返して木花之佐久夜毘売だけと結婚した。大山津見神は、「娘2人を差し出したのは、石長比売を側に置けば、天つ神の御子は石の如くにいつまでも変わらないでいらっしゃるであろう、木花之佐久夜毘売を側に置けば、木の花のように栄えられるであろうと誓（うけ）いて奉ったのだ。石長比売を返し、木花之佐久夜毘売を留め置かれたからには、天つ神の御子の命も、木の花のようにはかなくていらっしゃるであろう。」と言った。（『古事記』上巻、『日本書紀』巻2一書に同様の逸話）

### コノハナノサクヤビメ
瓊瓊杵尊と結婚した木花之開耶姫が一夜で身籠もったことに対し、瓊瓊杵尊は自身の子でないか疑った。木花之開耶姫は怒り、戸のない産屋に籠もり、「もし瓊瓊杵尊の子でなければ必ず焼け滅びる。もし瓊瓊杵尊の子ならば火で害されることはない」と誓（うけ）い、産屋に火を放った。木花之開耶姫は無事3人の男子を出産した。（『日本書紀』巻2、『古事記』上巻に同様の逸話）

### 神武天皇
神武東征において、神武天皇が菟田の高倉山（宇陀市大宇陀守道？）から見渡すと、国見丘（経ヶ塚山？）の上には八十梟帥があり、女坂に女軍、男坂に男軍、墨坂に焃炭を置き、磐余邑（桜井市西部）には兄磯城の軍が溢れていた。皆要害の地であり、道が塞がり通るところがなかった。
天皇はこれに難儀し、自ら祈（うけ）いて就寝した。すると夢に天つ神が現れ、「天香山の社の中の土を取って天平瓮（あまのひらか）八十枚と厳瓮（いつへ）を作り、天神地祇を祀り、厳呪詛（いつのかしり）をせよ。そうすれば敵は自ずから降参するであろう」と告げた。神武天皇は椎根津彦と弟猾に老人の男女の扮装をさせ、天香山の土を取ってくるよう命じた。道には敵兵が満ちて、行き来は困難であった。椎根津彦は「我が主君がこの国を治めなさることができるならば、行く道は自然と通じよ。もしできぬのであれば、必ず賊に防がれよう」と祈（うけ）いて言い、直ちに出発した。2人は無事土を手に入れ帰還した。天皇はたいへん喜び、その土で八十平瓮と天手抉（あまのたくじり）八十枚、厳瓮を作り、丹生川（紀の川支流、小川？）の上流（丹生川上神社？）で天神地祇を祭祀した。
天皇は菟田川の朝原（丹生神社）で、また祈（うけ）いて「私は今から八十平瓮を以て水無しに飴（たがね）を作ろう。飴ができれば、私は必ず武力に頼ることなく、坐したままに天下を平らげるであろう」と言った。そうして天皇が飴をお作りになると、飴は自然とできあがった。また祈（うけ）いて「私は今から厳瓮を丹生之川に沈めよう。もし魚が大小問わずまるで柀（まき）の葉が浮き流れるように、酔い流れるならば、私は必ずこの国を治めることができるであろう。もしそうならなければ、何も成し遂げられないであろう」とおっしゃって、口を下に向けて瓮を川に沈めた。しばらくして魚は皆浮いて、水に流されて口をパクパクさせた。天皇は大いに喜んだ。（『日本書紀』巻3）

### 垂仁天皇
垂仁天皇の皇子、本牟智和気王命は鬚が伸びるまで言葉を発さなかった。空を飛ぶ鵠の鳴き声を聞いて初めて顎を動かしなさったので、山邊之大鶙という者に命じて捕獲させた。天皇はその鳥を皇子が見れば物を言うだろうとお思いになられていたが、予想されたように言葉を発することはなかった。
天皇はお悩みになり、夢で「我が宮を天皇の御舎のように造り直せば、皇子は必ず物を言うであろう」とお告げを受けた。天皇が太占の占いでどの神の心か探し求めたところ、その祟りは出雲大神の御心だった。皇子にその大神の宮を拝ませるのに誰を付き添わせるのか占い、曙立王と決まった。
天皇は曙立王に「この大神を拝むことで本当に霊験があるのならば、鷺巣池の樹に住む鷺、宇気比（うけひ）落ちよ」と宇気比（うけひ）白（まを）させた。すると宇気比したその鷺は落ちて死んだ。また「宇気比活きよ」と天皇が命じて言わせると、鷺は生き返った。また甜白檮（あまかし）の前の葉広熊白檮（はびろくまかし）を宇気比枯らしめ、また宇気比生かしめた。これによって曙立王は倭者師木登美豊朝倉曙立王（やまとしきとみとよあさくらのあけたつのおおきみ）という名前を賜った。
皇子は曙立王・菟上王を伴って出雲大神を参拝し、その帰途に言葉を発した。天皇は歓喜し、神の宮の造営を行わせた。（『古事記』中巻）

### 神功皇后
仲哀天皇は、神功皇后の口から発せられた「熊襲ではなく新羅国を征服すべきである」との神託を信じず、熊襲を攻めて失敗し、崩御した。
神功皇后は熊襲を平定した後、火前国松浦県玉嶋里の小河のほとりで食事をした。皇后は針を曲げて釣鉤を作り、飯粒を餌に、裳の糸を釣り糸として、川の中の石の上から釣鉤を投げ入れ、「私は西に財（たから）の国を求めたいと思う。もし成功するならば、河の魚は釣鉤に食いつけ」と祈（うけ）いて言った。釣り竿を挙げると、細鱗魚を獲た。皇后は「珍しい物である」とおっしゃった。（『日本書紀』巻9）

## 類例

### 呪（ほ）く
天照大神は天稚彦に葦原中国平定を命じ、天鹿児弓（あまのかごゆみ）と天真鹿児矢（あまのかごや）を与えて地上に遣わしたが、8年間音信がなかった。天照大神は思兼神に相談して雉を遣わしたが、天稚彦は天鹿児弓と天真鹿児矢で雉を射殺し、矢は天神の元まで届いた。天つ神は矢を取って「もし天稚彦が悪心をもって矢を射たなら、必ず害に遭うであろう。きよき心をもって射たならば、恙なくあろう。」と呪（ほ）きて言い、矢を還し投げた。矢は天稚彦の胸に当たり、死んでしまった。（『日本書紀』巻2一書、『古事記』上巻に同様の逸話）

### 祈狩（ウケヒガリ）
新羅征伐の途上で仲哀天皇が崩御し、神功皇后が皇子（のちの応神天皇）を産み凱旋するとの報に接した忍熊王と麛坂王（香坂王）は、彼らを待ち構えて迎撃しようとした。忍熊王と麛坂王は「若し事を成すこと有らば、必ず良き獣を獲む」と言って菟餓野（斗賀野）（大阪市北区兎我野町？）で祈狩（宇気比獦）を行ったが、赤い猪が現れて麛坂王を食い殺してしまった。兵士は恐れおののき、忍熊王も凶兆として兵を引いて住吉に布陣した（古事記では忍熊王はこれを畏れず攻撃を始めたとする）。（『日本書紀』巻9・『古事記』中巻）